# 臨床研修指定病院
臨床研修指定病院（りんしょうけんしゅうしていびょういん）とは、医学部を卒業し、医師免許を取得した医師（研修医）が卒後2年間、基本的な手技や知識を身につけるための初期臨床研修を行う病院である。

## 概要
「指定」とあるように厚生労働省の審査を受け、指定を受けた病院のみ研修医と雇用契約を結び（研修医であると同時に勤務医でもある）受け入れることができる。
大多数が出身大学の附属病院で研修を受けていたが2004年（平成16年）4月以降、臨床研修指定病院の指定要件が緩和されたため、急性期医療において機能を果たしている多くの民間病院が臨床研修指定病院としての役割を担っている。

## 種類
単独型
臨床研修病院のうち、単独で又は研修協力施設と共同して臨床研修を行う病院。
管理型
臨床研修病院のうち、他の病院と共同して臨床研修を行う病院（単独型臨床研修病院を除く）であって、当該臨床研修の管理を行うもの。
協力型
臨床研修病院のうち、他の病院と共同して臨床研修を行う病院（単独型臨床研修病院を除く）であって、管理型臨床研修病院でないもの。

## 臨床研修病院の指定基準
- 内科、外科及び救急部門（麻酔科を含む。）、小児科、産婦人科、精神科及び地域保健・医療については、必ず研修を行うこととし、研修期間はそれぞれの科目について少なくとも１月以上とすること。

- 原則として、当初の１２月は、内科、外科及び救急部門（麻酔科を含む。）において研修すること。内科については、６月以上研修することが望ましい。